# McPherson Range
McPherson Range är en bergskedja i Australien. Den ligger i delstaten Queensland, omkring 90 kilometer söder om delstatshuvudstaden Brisbane.
McPherson Range sträcker sig 10,8 km i nord-sydlig riktning. Den högsta toppen är Mount Mumdjin, 1 011 meter över havet.
I omgivningarna runt McPherson Range växer i huvudsak städsegrön lövskog. Runt McPherson Range är det ganska glesbefolkat, med 24 invånare per kvadratkilometer. Genomsnittlig årsnederbörd är 1 801 millimeter. Den regnigaste månaden är januari, med i genomsnitt 320 mm nederbörd, och den torraste är oktober, med 41 mm nederbörd.